# Think Like a Man
Think Like a Man (bra: Pense como Eles) é um filme de comédia romântica estadunidense de 2012 dirigida por Tim Story, escrito por Keith Marryman e David A. Newman, e com base no livro de 2009 de Steve Harvey Act Like a Lady, Think Like a Man. O filme foi lançado em 20 de abril de 2012 pela Screen Gems Pictures.

## Elenco
- Kevin Hart como Cedric, "O Divorciado ainda mais feliz", que se sente livre desde que seu casamento acabou, devido a sua ex-esposa ser muito dominadora e ele ser muito falastrão, o que gerava fortes desavenças entre eles. Ele conta vantagem de sua situação para seus amigos, assim como de muitas situações que o envolvem, mas é o mais azarado do grupo. É ele o narrador principal do filme.
- Michael Ealy como Dominic, "O Sonhador", um aspirante a chef de cozinha que vive de pequenos empregos, tais como segurança de restaurantes e manobrista de estacionamento, mas se faz de rico a fim de impressionar a mulher por quem está apaixonado, sonhando em ser o príncipe encantado de sua princesa em questão, que o conheça por quem ele é e não pelo que possui.
- Taraji P. Henson como Lauren, "A Mulher Dona de si", empresária bem sucedida e muito bem resolvida consigo mesma, sendo autossuficiente e não tendo a necessidade de ter um homem, visto que sua postura acaba espantando boa parte dos homens que tentam se envolver com ela, que só aceita um homem decidido que realmente saiba o que quer num relacionamento.
- Terrence J como Michael, "O Filhinho da Mamãe", um rapaz que ainda mora com sua mãe viúva e superprotetora, sendo dominado por ela, que dita as regras absolutas de sua vida, inclusive dificultando suas possibilidades de arranjar uma namorada.
- Regina Hall como Candace, "A Mãe Solteira", que cria sozinha seu filho, cujo pai é desconhecido. Sua melhor amiga é Lauren, que é madrinha de seu filho.
- Jerry Ferrara como Jeremy, "O Sem Compromisso", que mora junto com sua namorada há quase 10 anos, mas acha sua situação bastante cômoda e não vê a necessidade de mudar seu status de relacionamento. Possui um lado geek bastante infantilizado, sendo que coleciona figuras de ação e videogames, os quais prioriza, assim como sua liberdade, acima de sua namorada.
- Gabrielle Union como Kristen, "A Menina que quer compromisso", que é juntada com o namorado, que acredita que isso já basta, mas ela quer um compromisso sério, se tornando alguém exigente e mandona para com ele, inclusive abrindo mão os pertences dele em forma de ameaça.
- Romany Malco como Zeke, "O Jogador", que só quer ter uma transa e não quer assumir nada sério com ninguém, mas quando menos imagina, acaba de fato se envolvendo mais do que pretendia.
- Meagan Good como Mya, "A Garota da Regra dos 90 dias", que se recusa a transar no primeiro encontro e exige ser conquistada decentemente por seu amado, de preferência sendo assumida formalmente e tratada com o devido respeito e consideração.
- Steve Harvey como ele mesmo, autor do livro mais lido pelas mulheres, que os homens passam a ler a fim de entender como as mulheres desvendam suas táticas de conquista. Além de lerem seu livro, as mulheres ainda assistem seus programas de auditório a fim de entenderem mais como os homens agem e pensarem como homens.
- Gary Owen como Bennett, "O Casado Feliz" - Um homem casado e pai de família cuja história no filme não é contada, sendo apenas um conselheiro experiente para seus amigos.
- Wendy Williams como Gail, ex-mulher de Cedric, mandona e exigente, que costuma ditar regras absolutas para seu marido, que como não leva desaforo para casa, acaba se divorciando e prefere a vida livre que ele acredita que obteve.
- Chris Brown como Alex, ex de Mya, que vive trocando seu nome, visto que não se importa de verdade com ela, por isso é dispensado.
- Jenifer Lewis como Loretta, mãe de Michael, que acha que seu filho ainda é um garotinho e está sempre se metendo mais do que deve em sua vida, o impedindo de crescer como um homem. Muitos dos relacionamentos fracassados de Mike se devem á presença sufocante de sua mãe, que apenas o deixa em paz quando começa a se envolver com o diácono solteirão da igreja.
- La La Anthony como Sonia, amiga de Mya.
- Caleel Harris como Duke, filho de Candace, que cria um elo entre pai e filho com seu possivel futuro padrasto Michael, nem sabendo que o mesmo possui uma vida semelhante á sua, tendo apenas mãe e sendo muito protegido por esta. Acontece que Duke é uma criança e é justificável que sua mãe o proteja, já Mike é um homem crescido cuja mãe dominadora ainda não se deu conta disso.
- Morris Chestnut como James, ex de Lauren, que reaparece para ela, sugerindo que possam reatar o relacionamento depois de algum tempo afastados, mas se mostra um homem demagogo e egocëntrico, que só fala de suas próprias virtudes e não dá a menor atenção ao que Lauren tem a dizer.
- Arielle Kebbel como Gina, amiga de Kristen
- Kelly Rowland como Brenda
- Sherri Shepherd como Vicki
- Tony Rock como Xavier, amigo de Zeke, que é barman do bar frequentado por Zeke e pelos demais homens.
- Tika Sumpter como namorada de Dominic, antes dele terminar e paquerar Lauren.
- Keri Hilson como Heather
- Luenell como Tia Winnie

Seis jogadores profissionais de basquetebol feitas aparições como a si mesmos:
- Matt Barnes
- Shannon Brown
- Rasual Butler
- Darren Collison
- Lisa Leslie
- Metta World Peace

## Recepção

### Resposta da crítica
O filme recebeu críticas mistas. Site que agrega revisões Rotten Tomatoes dá ao filme uma classificação de 53%, com base em 96 comentários, com uma classificação média de 5.6/10, consendo do site diz que o filme é parcialmente elevado por um comprometido e atraente elenco, resultando em uma tomada engraçada em romance moderno". O filme também tem uma pontuação de 51 em 100 no site Metacritic, baseado em 30 avaliações, indicando "críticas mistas ou médias".

### Bilheteria
Think Like a Man arrecadou mais de US$ 33,7 milhões durante seu fim de semana de abertura, uma realização que terminou com as quatro semanas em primeiro lugar de The Hunger Games nas bilheterias dos EUA. O filme de comédia sentimental permaneceu no topo da competição durante a segunda semana, bem como, trazendo US$ 17,6 milhões.
A partir de 24 de junho de 2012, Think Like a Man ganhou US$ 91 547 205 tanto no Estados Unidos e Canadá, juntamente com US$ 4 523 302 em outros países, para um total mundial de US$ 96 070 507. O orçamento de produção do filme foi de US$ 12,5 milhões.

## Trilha sonora
A trilha sonora do filme inclui canções de Kelly Rowland, Jennifer Hudson, Keri Hilson, John Legend e Future.
| Banda sonora   |                                |                                                                                       |                                                         |         |  |
| N.º            | Título                         | Compositor(es)                                                                        | Artista(s)                                              | Duração |  |
| 1.             | "Think Like a Man"             | Ne-Yo, Harmony Samuels, Al Sherrod Lambert, Courtney Harrell, Eric Bellinger          | Jennifer Hudson e Ne-Yo com a participação de Rick Ross | 4:01    |  |
| 2.             | "Tonight (Best You Ever Had)"  | Allen Arthur, Christopher Bridges, Keith Justice, Miguel, Clayton Reilly, John Legend | John Legend com a participação de Ludacris              | 3:59    |  |
| 3.             | "Need a Reason"                | Kelly Rowland, Bei Maejor, Vanessa Carlton, T. Boi                                    | Kelly Rowland com a participação de Future e Bei Maejor | 4:16    |  |
| 4.             | "Won't Make a Fool Out of You" | Marcus Canty                                                                          | Marcus Canty                                            | 4:13    |  |
| 5.             | "Baby Be Mine"                 | Rod Temperton                                                                         | Quadron                                                 | 4:17    |  |
| 6.             | "That's the Way of the World"  | Maurice White, Charles Stepney, Verdine White                                         | Earth, Wind & Fire                                      | 5:45    |  |
| 7.             | "Freedom Ride"                 | Keri Hilson, Arden Altino, Olivier Castelli, Akene Dunkley, Jerry Duplessis           | Keri Hilson                                             | 3:43    |  |
| 8.             | "Shake That Jelly"             | Patrizio Pigliapoco, Christopher Trujillo, William Wesson                             | Billy Wes                                               | 3:15    |  |
| 9.             | "Same Ole BS"                  | Ronnie Jackson, Philip Cornish, Eric Cire                                             | RaVaughn                                                | 3:44    |  |
| 10.            | "Fire"                         | Brandon Hines, Antoine Harris, J-Hype                                                 | Brandon Hines                                           | 3:47    |  |
| 11.            | "Motion Picture"               | Future                                                                                | Future                                                  | 4:04    |  |
| 12.            | "Never Too Much"               | Luther Vandross                                                                       | Luther Vandross                                         | 3:50    |  |
| Duração total: | Duração total:                 | Duração total:                                                                        | Duração total:                                          | 48:50   |  |

## Sequência
Em 28 de junho de 2012 Screen Gems anunciou planos para uma sequência Think Like a Man Too, com Keith Merryman e David A. Newman também escrevendo o seu roteiro. Em abril de 2013, foi anunciado que a sequência seria lançado em 20 de junho de 2014. Em 28 de maio de 2013, foi anunciado que a produção da sequência tinha começado.